# Palazzo delle Poste (Goulburn)
Il Palazzo delle Poste di Goulburn (in inglese: Goulburn Post Office) è uno storico edificio della città di Goulburn in Australia.

## Storia
L'edificio, progettato dall'architetto James Barnet, venne costruito tra il 1880 e il 1881.

## Descrizione
L'edificio, situato nel centro di Goulburn, presenta un'architettura vittoriana di stile italianeggiante. La facciata principale, simmetrica, è caratterizzata al centro da una torre dell'orologio alta quattro piani.

## Galleria d'immagini

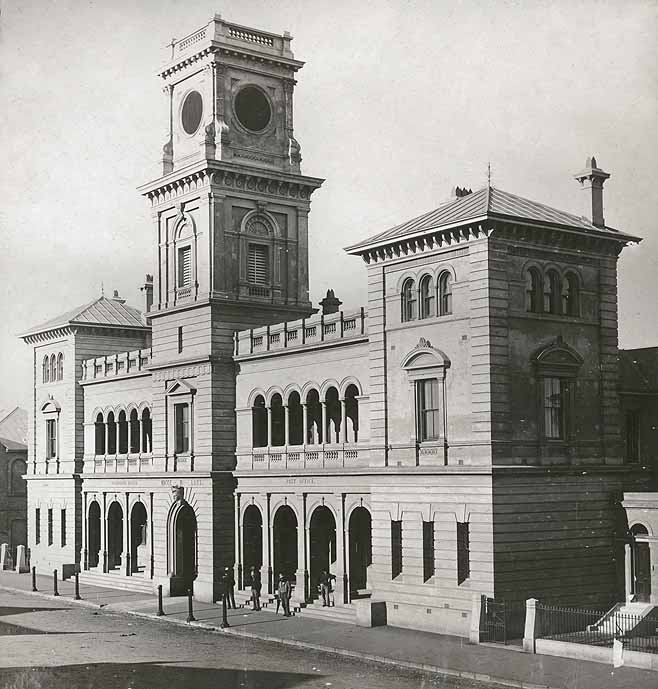
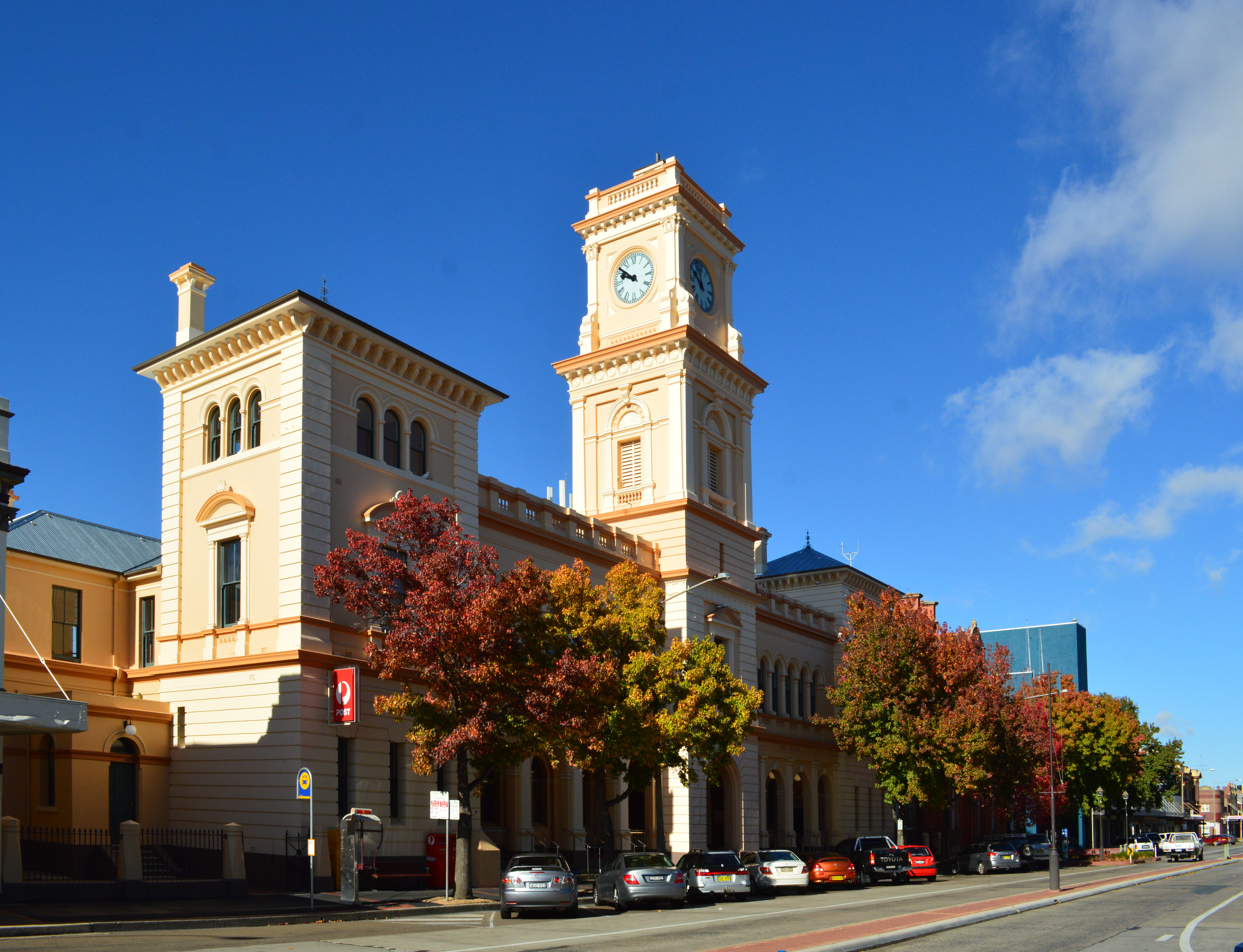
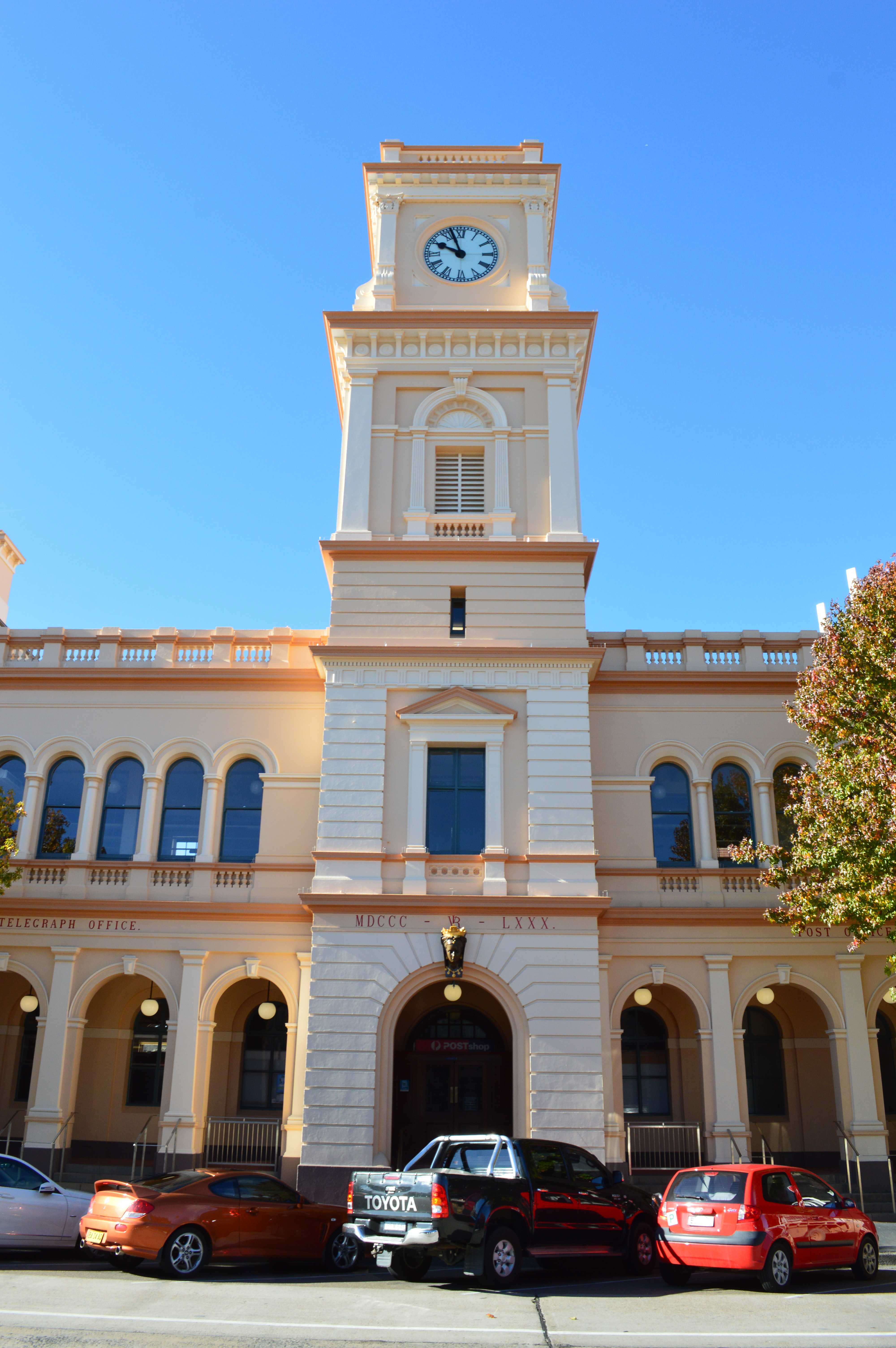